# Joseph Lister, 1:e baron Lister
Joseph Lister, 1:e baron Lister, 1:e baronet, född 5 april 1827 i Upton i West Ham i Essex (i nuvarande London), död 10 februari 1912 i Walmer i Kent, var en brittisk kirurg, forskare och son till Joseph Jackson Lister.
Lister inledde sina studier vid University College i London och blev medicine doktor vid University of London 1852. Han fortsatte därefter att studera kirurgi under James Syme vid University of Edinburgh. År 1855 öppnade han en enskild kurs i kirurgi i Edinburgh, utnämndes 1860 till professor i kirurgi vid University of Glasgow och blev 1869 professor i klinisk kirurgi i Edinburgh. År 1867 publicerade han en artikel om antiseptisk sårbehandling i tidskriften The Lancet. Hans forskning kom att revolutionera kirurgin genom införandet av dessa antiseptiska metoder som kommit att rädda åtskilliga liv.
Lister var 1877–1895 professor i kirurgi vid King's College i London. Han utnämndes till "baronet of the United Kingdom" 1883 och till peer 1897.  Lister var president i Royal Society 1895–1900. 

## Utmärkelser och ledamotskap
- 1880: Royal Medal 1880
- 1881: Ledamot av Vetenskaps- och vitterhetssamhället i Göteborg 1881
- 1884: Ledamot av Vetenskapssocieteten i Uppsala
- 1889: Ledamot av Vetenskapsakademien
- 1902: Copleymedaljen